# Trabea
Trabea là một chi nhện trong họ Lycosidae.